# Nikola Pešaković
Nikola Pešaković (in serbo Никола Пешаковић?; Čačak, 16 aprile 1991) è un cestista serbo.

## Palmarès
- Campionato bosniaco: 2

Igokea: 2015-16, 2016-17
- Coppa di Bosnia ed Erzegovina: 2

Igokea: 2016, 2017